# Kapos Volán
Kapos Volán ([ˈkɒpoʃ ˈvolaːn]) est une compagnie de bus d'État hongroise desservant Kaposvár et le comitat de Somogy. En janvier 2015, elle a fusionné ainsi que d'autres compagnies dans le DDKK.